# Ganej Tikva
Ganej Tikva (hebrejsky גַּנֵּי תִּקְוָה, doslova „Zahrady naděje“, v oficiálním přepisu do angličtiny Ganne Tiqwa, přepisováno též Ganei Tikva) je místní rada (menší město) v Izraeli, v Centrálním distriktu. Starostou je Avišaj Levin.

## Geografie
Leží v nadmořské výšce 74 metrů, východně od Tel Avivu v Izraelské pobřežní planině. Město je součástí hustě zalidněného sídelního pásu metropolitní oblasti Tel Avivu zvaného Guš Dan. Na všech stranách je obklopeno zastavěnou krajinou s městy Savijon, Kirjat Ono a Petach Tikva.
Ganej Tikva je napojena na hustou silniční síť v rámci aglomerace Tel Avivu.

## Dějiny
Obec Ganej Tikva byla založena roku 1953. Původně se nazývala Šikun ha-Jovel. Byla zřízena Židovskou agenturou jako nové sídliště pro ubytování vlny židovských imigrantů, která do Izraele dorazila v měsících bezprostředně po vzniku státu. Usídlili se zde Židé z Rumunska, Polska, Jemenu a Maroka. Zpočátku šlo administrativně o součást sousedního města Petach Tikva. Zástavba v první fázi sestávala z cca 240 provizorních ubikaci.
V roce 1954 získala Ganej Tikva současné jméno a zároveň byla povýšena na místní radu (malé město). Během 2. poloviny 20. století prošla obec silným stavebním rozvojem. V roce 1995 byly k jejím správním hranicím připojeny pozemky o výměře 700 dunamů (70 hektarů) od sousední Petach Tikva. V roce 2006 byl katastr města rozšířen o dalších 300 dunamů (30 hektarů).
V obci funguje pět základních škol, jedna nižší střední škola a patnáct mateřských škol. Plánuje se výstavba školského areálu na severním okraji města, kde se počítá se zřízením střední školy. V roce 2001 se otevřel kulturní dům s galerií a divadelním sálem.

## Demografie
Zhruba 70 % obyvatel žije v bytových domech, zbytek v soukromých individuálních domech. Obyvatelstvo sestává z cca 25 % nábožensky orientovaných Židů (čtvrtě Jismach Moše a Nof Savijon), zbytek populace je sekulární.
Podle údajů z roku 2009 tvořili naprostou většinu obyvatel Židé – cca 12 800 osob (včetně statistické kategorie "ostatní", která zahrnuje nearabské obyvatele židovského původu ale bez formální příslušnosti k židovskému náboženství, cca 12 900 osob).
Jde o středně velké sídlo městského typu se setrvalým mírným růstem, který se po roce 2010 výrazně zrychlil. K 31. prosinci 2017 zde žilo 18 200 lidí.
| Rok            | 1961  | 1972  | 1983  | 1995  | 2000   |
| -------------- | ----- | ----- | ----- | ----- | ------ |
| Počet obyvatel | 2 648 | 3 231 | 6 201 | 9 516 | 10 600 |

| Rok            | 2001   | 2003   | 2004   | 2005   | 2006   | 2007   | 2008   | 2009   | 2010   | 2011   | 2012   | 2013   | 2014   | 2015   | 2016   | 2017   |
| -------------- | ------ | ------ | ------ | ------ | ------ | ------ | ------ | ------ | ------ | ------ | ------ | ------ | ------ | ------ | ------ | ------ |
| Počet obyvatel | 11 200 | 11 843 | 11 970 | 12 120 | 12 360 | 12 577 | 12 855 | 12 937 | 13 300 | 13 900 | 14 300 | 15 000 | 15 600 | 16 100 | 17 300 | 18 200 |